# Alte Schule (Aying)

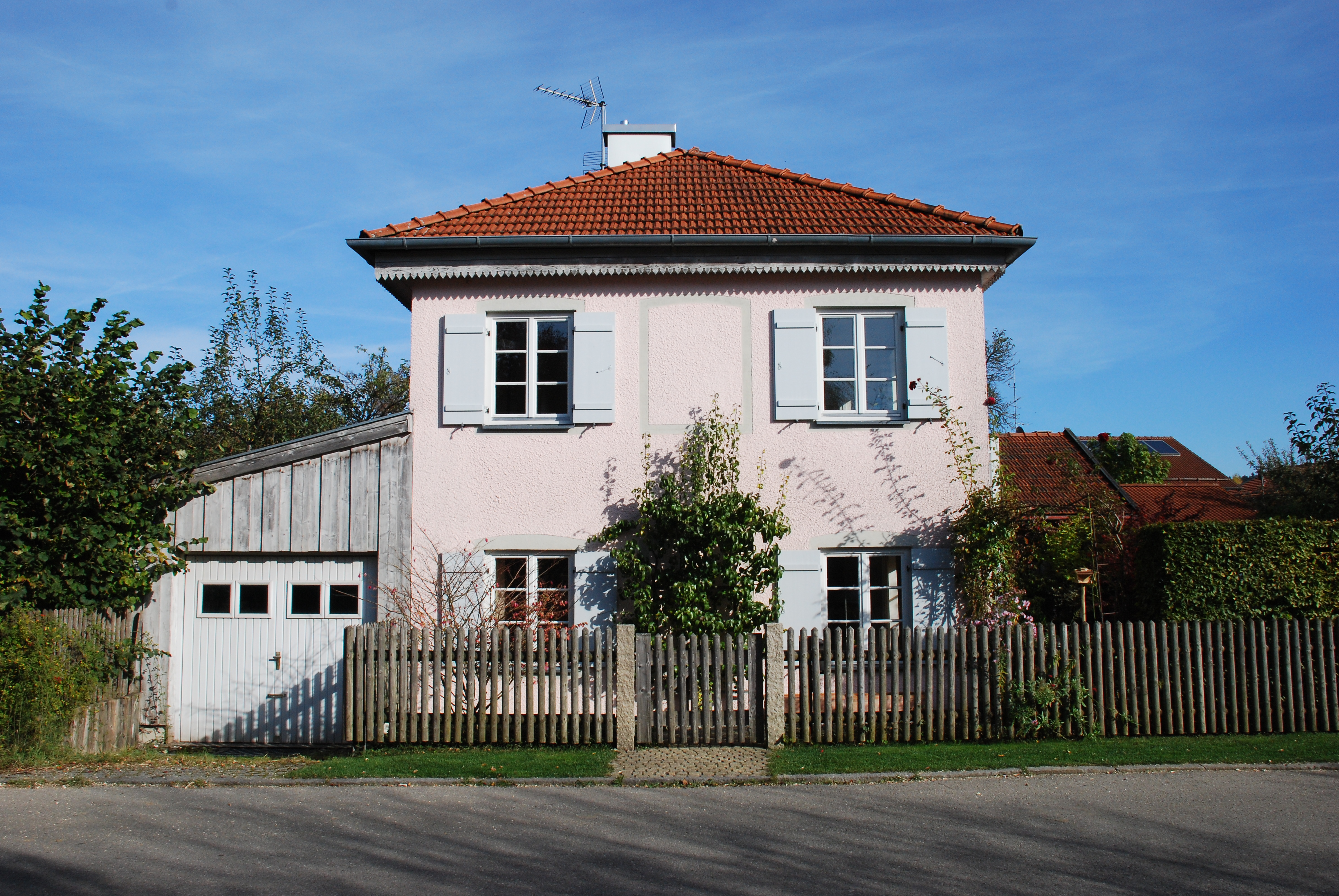
Alte Schule in Aying

Das Gebäude der Alten Schule in Aying, einer Gemeinde im oberbayerischen Landkreis München, wurde 1767 erbaut. Das ehemalige Schulhaus an der Peißer Straße 13 ist ein geschütztes Baudenkmal.
Der zweigeschossige kubische Walmdachbau mit Segmentbogenfenstern besaß ursprünglich drei zu drei Fensterachsen. Da die Gemeinde im Jahr 1892 ein neues Schulhaus errichtete, wurde das bisherige Schulgebäude verkauft und zu einem Wohnhaus umgebaut.